# 3436 Ibadinov
3436 Ibadinov este un asteroid din centura principală, descoperit pe 24 septembrie 1976 de Nikolai Cernîh.